# Hitlerjugend
Hitlerjugend (Hitlerova mladež) bila je njemačka nacionalsocijalistička organizacija mladeži, koju je godine 1926. ustanovila nacionalsocijalistička stranka, da bi uspostavila svoj sustav za indoktrinaciju mladih ljudi.
U organizaciji se trebalo omogućiti sticanje vojnih vještina i razviti razumijevanje i poštovanje nacionalsocijalističke ideologije. 
Nastala je iz Saveza mladih NSDAP (Jugendbund der NSDAP - JdN), a osnovana je u ožujku 1922. za mladež od 14. do 18. godina.

## Broj članova
| broj stanovnika | 1200  | 2400  | 5000  | 6000  | 8000  | 10000 | 13000 | 26000 | 63700 | 107956 |
|                 | 1923. | 1924. | 1925. | 1926. | 1927. | 1928. | 1929. | 1930. | 1931. | 1932.  |

| broj stanovnika | 107956 | 2292041 | 3577565 | 3943303 | 5437601 | 5879955 | 7031226 | 7728259 |
|                 | 1932.  | 1933.   | 1934.   | 1935.   | 1936.   | 1937.   | 1938.   | 1939.   |